# 299362 Marthacole
299362 Marthacole è un asteroide della fascia principale. Scoperto nel 2005, presenta un'orbita caratterizzata da un semiasse maggiore pari a 2,1159518 au e da un'eccentricità di 0,1755590, inclinata di 3,81101° rispetto all'eclittica.